# Flamine vulcanale

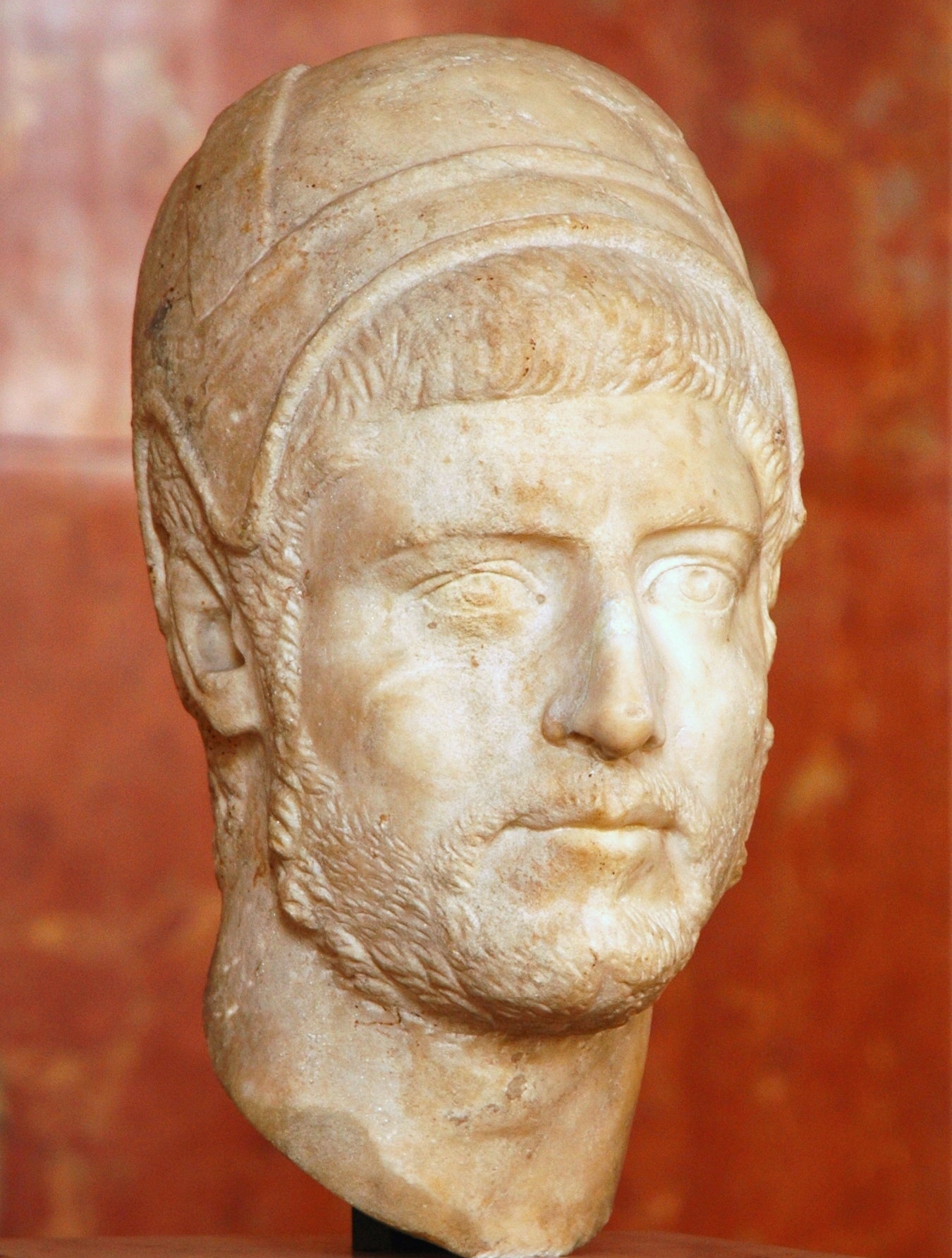
Busto di un flamine

Il flamine vulcanale (latino Flamen Vulcanalis) era il sacerdote dell'antica Roma preposto al culto del dio Vulcano, protettore dei fabbri e della meccanica, tanto da essere chiamato anche Mulciber.
Vulcano era celebrato il 23 agosto con una festa chiamata Vulcanalia.
Vulcano, figlio di Giove e Giunone, era anche il dio del fuoco, protagonista di molte leggende. Un dio sgraziato e di brutto aspetto, fin dalla nascita, tanto da spaventare la madre e da essere scaraventato da essa stessa dall'Olimpo, rimanendo così zoppo per la caduta.
A seconda dei miti, Vulcano era marito di Maia o Venere e padre di Caeculus, il fondatore di Praeneste - l'attuale Palestrina - e di Caco, che fu ucciso da Ercole nella sua decima fatica.